# 布里克森谷地霍普夫加滕
布里克森谷地霍普夫加滕是奥地利蒂罗尔州基茨比尔县的一个市镇。总面积166.55平方公里，总人口5410人，人口密度32.5人/平方公里（2005年）。